# David Ferreira
David Ferreira (Santa Marta, Magdalena, Colombia; 9 de agosto de 1979) es un exfutbolista y entrenador colombiano. Jugaba como mediocampista. Su hijo es el mundialista en Catar 2022 con la Selección de fútbol de Estados Unidos y actual jugador del FC Dallas, Jesús Ferreira.

## Trayectoria

### Inicios
Empezó su carrera jugando en la escuela de fútbol del Expreso Rojo de Cartagena. De allí el América de Cali adquiere sus derechos deportivos y lo envía a terminar su formación al Real Cartagena.

### Real Cartagena
Con el Real Cartagena logra debutar profesionalmente aunque su pase ya era del América de Cali. Estuvo una temporada en el Real logrando el título del ascenso y demostrando enorme talento siendo el tercer goleador de la temporada con 14 tantos hecho que motivo su pronta incorporación.

### América de Cali y Athletico Paranaense
En el América de Cali, logró varios títulos anotando 36 goles en 258 partidos por lo cual  fue llevado a Brasil específicamente al Atlético Paranaense en donde tuvo destacadas participaciones macando 30 goles en más de 130 partidos. 
También estuvo cedido brevemente en 2008 en el fútbol de los Emiratos Árabes Unidos.

### Dallas
En febrero de 2009, Ferreira llega al fútbol de los Estados Unidos, cedido en préstamo por el Atlético Paranaense al FC Dallas. Su mejor temporada fue en el año 2010, ya que ganó con el equipo tejano la Conferencia Este de la Major League Soccer y ganó la votación de jugador más valioso (MVP) de la temporada.

### América de Cali
Regresa al América de Cali para la temporada 2016 en la que el equipo rojo logró el regreso a la Primera División. Se marcharía del club para la siguiente temporada y sumando etapa anterior dejaría un registro con el equipo escarlata de 301 partidos jugados habiendo anotado 39 goles.

## Selección nacional
Con la Selección de fútbol de Colombia ha participado en tres ediciones de la Copa América (2001, 2004 y 2007), además de participar de las categorías juveniles especialmente sub-20 y eliminatorias mundialistas y preolímpicas.

### Participaciones enCopas América
| Torneo                 | Sede                   | Resultado              | PJ | GA | Asis |
| ---------------------- | ---------------------- | ---------------------- | -- | -- | ---- |
| Copa América 2001      | Colombia               | Campeón                | 2  | 0  | 0    |
| Copa América 2004      | Perú                   | Cuarto lugar           | 6  | 0  | 0    |
| Copa América 2007      | Venezuela              | Fase de grupos         | 3  | 0  | 2    |
| Total en Copas América | Total en Copas América | Total en Copas América | 11 | 0  | 2    |

### Participaciones enEliminatorias al Mundial
| Eliminatoria                                | Sede del Mundial       | Posición               | Resultado              | PJ | GA | Asis |
| ------------------------------------------- | ---------------------- | ---------------------- | ---------------------- | -- | -- | ---- |
| Eliminatorias Mundial de Corea y Japón 2002 | Corea del Sur y Japón  | 6°lugar 27pts          | Eliminado              | 3  | 0  | 1    |
| Eliminatorias Mundial de Alemania 2006      | Alemania               | 6°lugar 24pts          | Eliminado              | 5  | 0  | 0    |
| Eliminatorias Mundial de Sudáfrica 2010     | Sudáfrica              | 7°lugar 23pts          | Eliminado              | 4  | 0  | 0    |
| Total en Eliminatorias                      | Total en Eliminatorias | Total en Eliminatorias | Total en Eliminatorias | 12 | 0  | 1    |

## Clubes

### Como jugador
| Club                 | País                   | Año         | Partidos | Goles |
| -------------------- | ---------------------- | ----------- | -------- | ----- |
| Real Cartagena       | Colombia               | 1999        | 18       | 14    |
| América de Cali      | Colombia               | 2000 - 2005 | 259      | 36    |
| Athletico Paranaense | Brasil                 | 2005 - 2008 | 145      | 30    |
| Al-Shabab            | Emiratos Árabes Unidos | 2008        | 12       | 1     |
| Dallas               | Estados Unidos         | 2009 - 2013 | 120      | 26    |
| Santa Fe             | Colombia               | 2014        | 25       | 0     |
| Atlético Huila       | Colombia               | 2015        | 38       | 7     |
| América de Cali      | Colombia               | 2016 - 2017 | 42       | 3     |
| Real Cartagena       | Colombia               | 2017        | 14       | 4     |
| Unión Magdalena      | Colombia               | 2018 - 2019 | 57       | 3     |

### Como formador
| Club            | País     | Año         |
| --------------- | -------- | ----------- |
| Unión Magdalena | Colombia | 2020 - 2022 |

### Como asistente técnico
| Club            | País     | Año           |
| --------------- | -------- | ------------- |
| Unión Magdalena | Colombia | 2023-presente |

### Como entrenador
| Club            | País     | Año  |
| --------------- | -------- | ---- |
| Union Magdalena | Colombia | 2022 |

## Estadísticas como jugador
| Equipo                | Torneo              | Partidos | Goles |
| --------------------- | ------------------- | -------- | ----- |
| Selección de Colombia |                     |          |       |
| Eliminatorias         | 28                  | 0        |       |
| Copa América          | 11                  | 0        |       |
| Total en el club      | Total en el club    | 39       | 0     |
| Real Cartagena        |                     |          |       |
| Segunda División      | 32                  | 18       |       |
| Total en el club      | Total en el club    | 32       | 18    |
| América de Cali       | Primera División    | 220      | 28    |
| América de Cali       | Segunda División    | 29       | 1     |
| América de Cali       | Copa Colombia       | 10       | 2     |
| América de Cali       | Copa Libertadores   | 39       | 8     |
| América de Cali       | Copa Sudamericana   | 2        | 0     |
| América de Cali       | Copa Merconorte     | 1        | 0     |
| Total en el club      | Total en el club    | 301      | 39    |
| Athletico Paranaense  | Brasileirão         | 118      | 22    |
| Athletico Paranaense  | Estadual            | 15       | 6     |
| Athletico Paranaense  | Copa Sudamericana   | 12       | 2     |
| Total en el club      | Total en el club    | 145      | 30    |
| Al-Shabab             |                     |          |       |
| Liga Árabe del Golfo  | 12                  | 1        |       |
| Total en el club      | Total en el club    | 12       | 1     |
| Dallas                |                     |          |       |
| MLS                   | 117                 | 26       |       |
| Open Cup              | 3                   | 0        |       |
| Total en el club      | Total en el club    | 120      | 26    |
| Santa Fe              |                     |          |       |
| Primera División      | 9                   | 0        |       |
| Copa Colombia         | 14                  | 0        |       |
| Copa Sudamericana     | 2                   | 0        |       |
| Total en el club      | Total en el club    | 25       | 0     |
| Atlético Huila        |                     |          |       |
| Primera División      | 38                  | 7        |       |
| Total en el club      | Total en el club    | 38       | 7     |
| Unión Magdalena       |                     |          |       |
| Primera División      | 20                  | 0        |       |
| Segunda División      | 33                  | 3        |       |
| Copa Colombia         | 4                   | 0        |       |
| Total en el club      | Total en el club    | 57       | 3     |
| Total en su carrera   | Total en su carrera | 769      | 124   |

## Estadísticas como entrenador
| Unión Magdalena · Colombia | 1ª                  | F-2022              | 20 | 8 | 5 | 7 | 4 | 1 | 2 | 1 | - | - | - | - | 24 | 9 | 7 | 8 | 47.22% |
| Unión Magdalena · Colombia | Total               | Total               | 20 | 8 | 5 | 7 | 4 | 1 | 2 | 1 | 0 | 0 | 0 | 0 | 24 | 9 | 7 | 8 | 47.22% |
| Total en su carrera        | Total en su carrera | Total en su carrera | 20 | 8 | 5 | 7 | 4 | 1 | 2 | 1 | 0 | 0 | 0 | 0 | 24 | 9 | 7 | 8 | 47.22% |
| 1. 2.                      |                     |                     |    |   |   |   |   |   |   |   |   |   |   |   |    |   |   |   |        |

## Palmarés

### Campeonatos nacionales
| Título              | Club            | País                   | Año     |
| ------------------- | --------------- | ---------------------- | ------- |
| Primera B           | Real Cartagena  | Colombia               | 1999    |
| Primera División    | América de Cali | Colombia               | 2000    |
| Primera División    | América de Cali | Colombia               | 2001    |
| Torneo Apertura     | América de Cali | Colombia               | 2002    |
| UAE Pro League      | Al-Shabab       | Emiratos Árabes Unidos | 2007-08 |
| Torneo finalización | Santa Fe        | Colombia               | 2014    |
| Primera B           | América de Cali | Colombia               | 2016    |

### Copas internacionales
| Título               | Club (*)           | País     | Año  |
| -------------------- | ------------------ | -------- | ---- |
| Esperanzas de Toulon | Colombia Sub-21    | Francia  | 1999 |
| Esperanzas de Toulon | Colombia Sub-21    | Francia  | 2000 |
| Copa América         | Selección Colombia | Colombia | 2001 |

(*) Incluyendo la selección

### Distinciones individuales
| Distinción                                          | Año  |
| --------------------------------------------------- | ---- |
| Jugador más valioso de la Major League Soccer       | 2010 |
| Incluido en el once ideal de la Major League Soccer | 2010 |

| Predecesor: Landon Donovan | Jugador Más Valioso de la Major League Soccer 2010 | Sucesor: Dwayne De Rosario |